# Империя (сериал, 2021)
«Империя» — индийский исторический сериал 2021 года, рассказывающий об империи Великих Моголов, экранизация серии романов Алекса Рутерфорда. Главные роли в нём сыграли Кунал Капур, Шабана Азми, Дино Мореа, Драшти Дхами, Адитья Сеал. Сериал получил противоречивые отзывы критиков.

## Сюжет
Сериал рассказывает о событиях XVI века, когда в Индии возникла империя Великих Моголов. Главный герой, тимурид Бабур, после смерти отца в 1494 году наследует власть над Ферганой. Он с переменным успехом ведёт войны с соседними правителями, обосновывается в Кабуле, а в 1525 году вторгается в Индию. Разгромив при Панипате делийского султана, Бабур завоёвывает весь север Индии и создаёт новую империю.

## В ролях
- Кунал Капур — Бабур
- Шабана Азми — Шах-бегим
- Дино Мореа — Мухаммед Шейбани
- Драшти Дхами — Ханзада-бегим
- Адитья Сеал — Хумаюн
- Саххер Бамбба — Махам-бегим
- Рахул Дев — Вазир-хан
- Халид Сиддикви — Умар-Шейх-мирза
- Умаад Шах — Квасим

## Создание и оценки
Шоураннером сериала по мотивам серии романов Алекса Рутерфорда «Империя Моголов» стал Нихил Адвани. Первая информация о касте появилась в 2018 году, съёмки начались в сентябре 2018 года в Джайпуре. Ферганские сцены снимались в Мумбае. Премьера сериала состоялась 27 августа 2021 года на Disney+ Hotstar.
Сарасвати Датар из The News Minute в своей рецензии приветствовал «Империю» как «амбициозную и искреннюю попытку создать совершенно новый жанр». Бхарати Прадхан из Lehren высоко оценил игру Шабаны Азми, Рахула Дева, Драшти Дхами, Кунала Капура и Дино Мореа. Шубхам Кулкарни из Koimoi охарактеризовал сериал как «огромный шаг в создании экстравагантных шоу для индийского кинематографа». По его словам, в «Империи» «есть всё, о чем мечтает любитель исторической драмы», но при просмотре нужно учитывать, что в сценарии много вымысла. Рахул Десаи (Film Companion) назвал сериал «слабым коктейлем из фактов и выдумок». Он раскритиковал «дипломатичность» и тягу к «свободной беллетризации», которую демонстрируют сценаристы. Рохан Нахаар из Hindustan Times счёл, что «потенциально захватывающая история дворцовых интриг пропадает даром в неизменно скучной адаптации от Disney+ Hotstar».
Сампада Шарма из Indian Express признал, что шоу «превосходно с эстетической точки зрения», похвалил актёров, но раскритиковал темп повествования. Прадип Менон из Firstpost высоко оценил атмосферу и масштабность показанных событий, но посоветовал авторам сериала «собраться с силами в плане написания сценария и подбора актеров». Вибха Мару из India Today высоко оценила игру ведущих актеров. Шефали Дешпанде из The Quint написал в своей рецензии, что «Империя» — «это захватывающая история о семье и жертвах войны», поражающая визуальными эффектами. Однако в отдельных случаях, по его словам, визуализации дворцов, замков и зданий безвкусна.
Шиладжит Митра из The New Indian Express констатировала: «На индийской арене „Империя“ превосходит своих современников по масштабам и амбициям». Анудж Кумар из The Hindu высоко оценил игру актеров, эстетику и сериал в целом, но выразил сожаление из-за того, что сценаристы пропустили многие важные исторические события (например, битву при Ханве), не показали связь Бабура с его империей, его пристрастия к опиуму и музыке.
Индийские националисты раскритиковали «Империю» за прославление Великих Моголов и даже подали ряд официальных жалоб. Все претензии были отклонены. В связи с этим Нихил Адвани заявил в одном из интервью, что следовал за книгами Алекса Рутерфорда, очарованный их содержанием.